# Proagonistes gigantipes
Proagonistes gigantipes là một loài ruồi trong họ Asilidae. Proagonistes gigantipes được Bromley miêu tả năm 1930. Loài này phân bố ở vùng nhiệt đới châu Phi.